# 11 Dywizja Artylerii Przeciwlotniczej

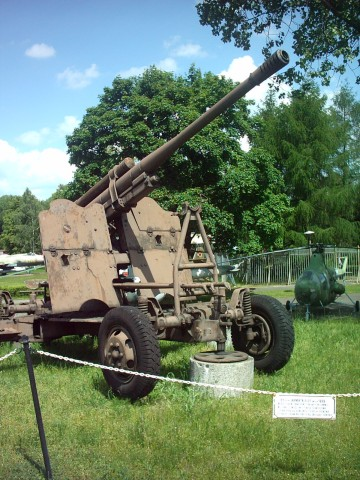
85 mm armata przeciwlotnicza wz.39

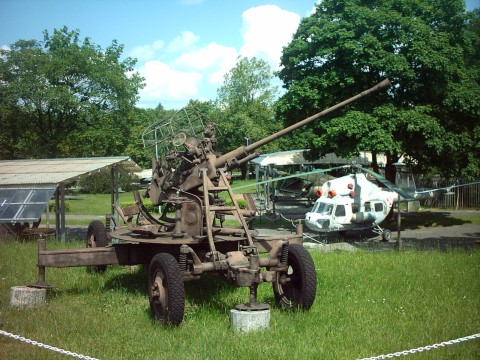
37 mm armata przeciwlotnicza wz. 1939

11 Dywizja Artylerii Przeciwlotniczej (11 DAPlot) – związek taktyczny artylerii przeciwlotniczej Sił Zbrojnych PRL.

## Formowanie i zmiany organizacyjne
Formowanie dowództwa dywizji rozpoczęto w 1951 roku na terenie OW IV w Brzegu. Poszczególne oddziały tworzono na bazie 84 pułku artylerii OPL. wyłączonego ze składu wojsk OPL i przeformowanego na paplot.
W styczniu 1956 roku z dywizji wyłączono 80 pułk artylerii przeciwlotniczej, usamodzielniono go i podporządkowano bezpośrednio dowódcy okręgu.
Wiosną 1957 roku, w ramach kolejnej redukcji, rozformowano 62 pułk artylerii przeciwlotniczej, zmniejszając liczbę pułków w dywizji z trzech do dwóch. 
Jesienią 1963 roku rozformowano dowództwo 11 Dywizji Artylerii Przeciwlotniczej oraz 62 baterię dowodzenia. Wchodzące w skład dywizji pułki usamodzielniono podporządkowując je bezpośrednio dowódcy okręgu.

## Dowódcy dywizji
- płk Wilhelm Wierzbicki
- ppłk Edward Motak
- ppłk Zdzisław Mazurkiewicz (1957–1961)
- ppłk Jan Mazurkiewicz (1962–1963)

## Struktura organizacyjna w latach 1951-1955
- dowództwo – Brzeg
- 62 pułk artylerii przeciwlotniczej – Wrocław
- 80 pułk artylerii przeciwlotniczej – Żary
- 84 pułk artylerii przeciwlotniczej – Brzeg
- 93 pułk artylerii przeciwlotniczej – Głogów